# ムツオビアルマジロ
ムツオビアルマジロ（学名：Euphractus sexcinctus）は、南アメリカに分布するアルマジロの1種である。

## 分布
ボリビア、ブラジル、ウルグアイ、パラグアイ、スリナムなどの草原に分布する。熱帯多雨林から草原まで広い範囲を生息地としているが、主に開放的な地域（例えば、Cerrado平野）に生育する。

## 特徴
名前は背中のよろいの帯が6本あることに由来する。体色は黄褐色または淡い赤みがかった茶色など黄色がかった色をしている。本種は丸くなることができないため、天敵からは走って逃げたり、地面に伏せて身を守る。
乾燥した草原に穴を掘って営巣する。本種は雑食性であり、多様な植物と動物を餌とする。アルマジロの大部分の種とは異なり、昼行性である。

## ペット
比較的大人しく、丈夫で飼育しやすい。鳴かないので騒音を気にする必要も無い。巣材はウッドチップや新聞紙などで良く、餌はドッグフードで飼育できる。ジャンプ力が無く50センチほど壁でも乗り越えることが出来ないため、箱や水槽の中で飼育することができる。ただし、爪は破壊力があるので、プラスチックのケージや段ボール箱などでは破壊されてしまう。また、地面に穴を掘るので、地面のある場所に置いておくと穴にもぐってしまう。

## 亜種
- Euphractus sexcinctus boliviae Thomas, 1907
- Euphractus sexcinctus flavimanus Desmarest, 1804
- Euphractus sexcinctus setosus Wied, 1826
- Euphractus sexcinctus tucumanus Thomas, 1907